# Paul Tuerpe
Paul Tuerpe est un acteur et américain.

## Filmographie

### Cinéma
- 1974 : 747 en péril : Newlywed
- 1977 : Les Naufragés du 747 : l'officier du pont
- 1978 : Superman : Sergent Hayley
- 1980 : La Guerre des abîmes : Klink
- 1980 : Rendez-vous chez Max's : John
- 1982 : Le Joujou : un soldat
- 1985 : Ladyhawke, la femme de la nuit : un garde
- 1985 : Les Goonies : le shérif
- 1987 : L'Arme fatale : un mercenaire
- 1988 : Fantômes en fête : un manager
- 1989 : Les Trois Fugitifs : un journaliste
- 1989 : L'Arme fatale 2 : Hitman
- 1990 : Payback : un voyou au téléphone
- 1991 : L'Ange de la destruction : le premier policier
- 1991 : Delirious : un serveur
- 1992 : La Grande Idée : le caissier
- 1992 : L'Arme fatale 3 : l'acolyte
- 1994 : Maverick : un joueur de poker
- 1995 : Sauvez Willy 2 : l'assistant de Milner
- 1995 : Assassins : un journaliste
- 1996 : Flight of the Ibis
- 1997 : Complots : Cleet
- 1998 : The X-Files, le film : un pharmacien
- 1998 : L'Arme fatale 4 : le copilote de l'hélicoptère
- 1998 : October 22 : Rick
- 2000 : The View from the Swing : Officier Ron
- 2001 : Osmosis Jones : voix additionnelles
- 2003 : Prisonniers du temps : le journaliste
- 2006 : 16 Blocs : le petit-ami de Diane

### Télévision
- 1976 : Bronk : un policier (1 épisode)
- 1978 : Wonder Woman : CPO (1 épisode)
- 1978-1980 : Chips : Buck et Caspar (2 épisodes)
- 1978-1982 : MASH : plusieurs rôles (2 épisodes)
- 1979 : Supertrain (1 épisode)
- 1979 : Lou Grant : un serveur (1 épisode)
- 1979 : Pour l'amour du risque : Bellboy (1 épisode)
- 1979 : Flesh and Blood : un journaliste
- 1979 : Quincy : George Kemper (1 épisode)
- 1979-1983 : Trapper John, M.D. : plusieurs rôles (9 épisodes)
- 1980 : Galactica 1980 : un pompier (1 épisode)
- 1980-1981 : Vegas : Bradshaw et Walter (2 épisodes)
- 1981 : L'Incroyable Hulk : Père Young (1 épisode)
- 1981-1984 : Dynastie : le médecin et le pilote (2 épisodes)
- 1982 : Herbie, un amour de Coccinelle : un policier (1 épisode)
- 1982-1984 : Matt Houston : Dr Peters (5 épisodes)
- 1983 : L'Homme qui tombe à pic : un scientifique (1 épisode)
- 1983-1988 : Simon et Simon : Denny Horton, le médecin et Tommy Van Alder (3 épisodes)
- 1984 : Supercopter : Lieutenant Simms (1 épisode)
- 1984 : Steambath : le joueur (1 épisode)
- 1985 : Tonnerre mécanique : Officier Masters (1 épisode)
- 1985 : Hooker : Todd Caswell (1 épisode)
- 1985 : Arabesque : un garde (1 épisode)
- 1985-1986 : K 2000 : Fletcher et Foreman (2 épisodes)
- 1986 : Les deux font la paire : le faux officier de police (1 épisode)
- 1986 : Starman : Dana McGovern (1 épisode)
- 1987 : Square One Television : Pie Balboa (1 épisode)
- 1987 : Falcon Crest : Jim Fragner (1 épisode)
- 1987 : Matlock : Sergent Owens (2 épisodes)
- 1987 : Santa Barbara : le shérif (3 épisodes)
- 1988 : Le Cavalier solitaire : Jake (1 épisode)
- 1988-1990 : 1st & Ten : Michael Westwood (26 épisodes)
- 1989 : Le Père Dowling : M. Phillips (1 épisode)
- 1989 : Côte Ouest : un avocat (2 épisodes)
- 1989 : Pas de répit sur planète Terre : Coldstream (1 épisode)
- 1989 : Les Contes de la crypte : un policier (1 épisode)
- 1990 : Vic Daniels, flic à Los Angeles (1 épisode)
- 1990 : Gabriel Bird : Jonas Rex (1 épisode)
- 1992 : Tequila et Bonetti : Alex Kline et Bomber (1 épisode)
- 1994 : Les Sœurs Reed : Bill (1 épisode)
- 1996 : Chicago Hope : La Vie à tout prix (1 épisode)
- 1998 : Sunsest Beach : Louis Romano (4 épisodes)
- 1999 : Agence Acapulco : Sam Beacher (1 épisode)
- 2001-2005 : Amy : Maître Culham et Patrick Kirby (2 épisodes)
- 2003 : Urgences : Sergent Campo (1 épisode)
- 2007 : Eyes : le détective (1 épisode)